# Nová Ves (Božejov)
Nová Ves (německy Neudorf) je malá vesnice, část městyse Božejov v okrese Pelhřimov. Nachází se asi 1,5 km na jihozápad od Božejova. Prochází zde silnice I/34. V roce 2009 zde bylo evidováno 18 adres. V roce 2001 zde trvale žilo 21 obyvatel.
Nová Ves leží v katastrálním území Božejov o výměře 9,33 km2.

## Další fotografie

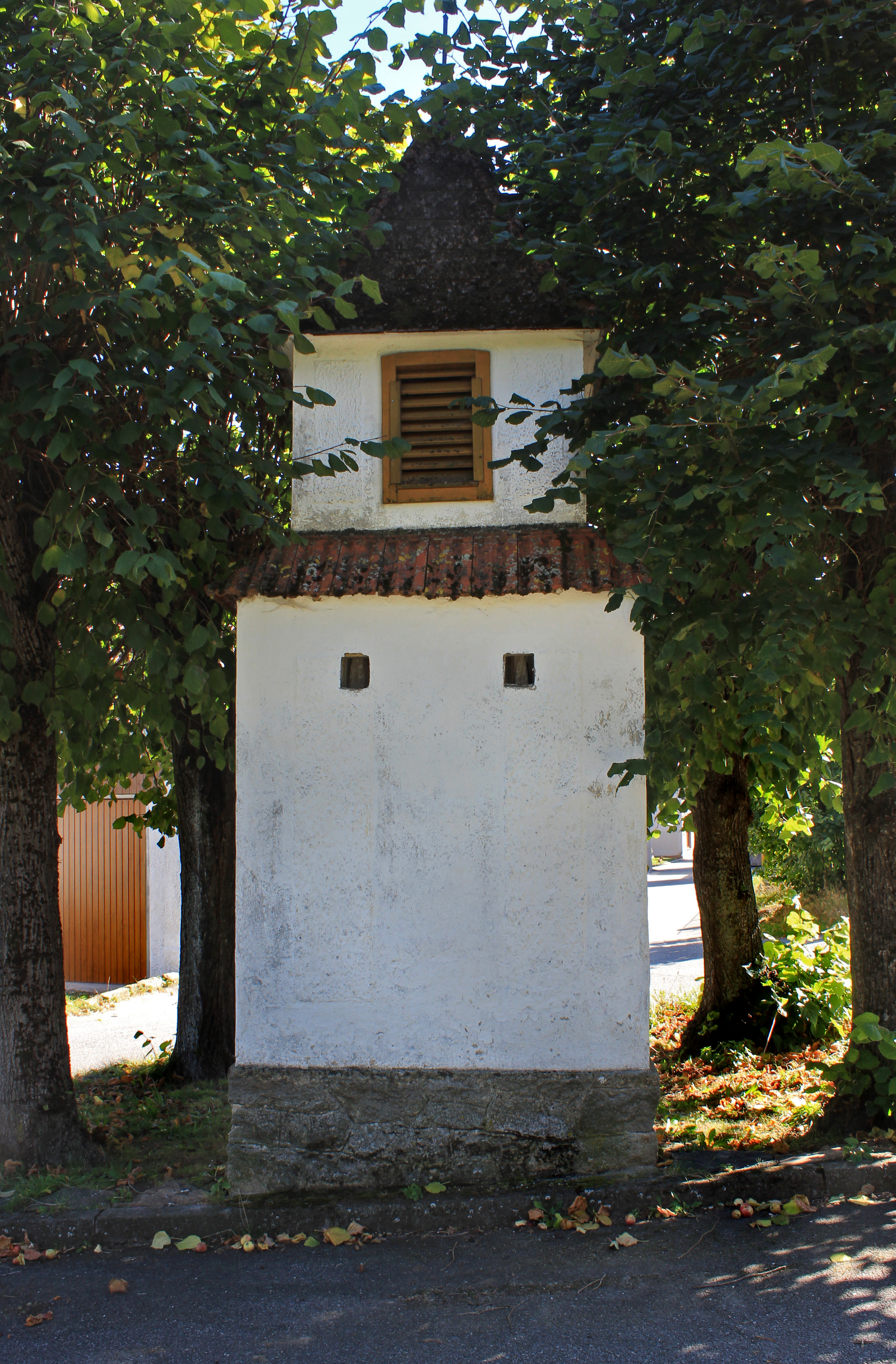
Kaple na malé návsi
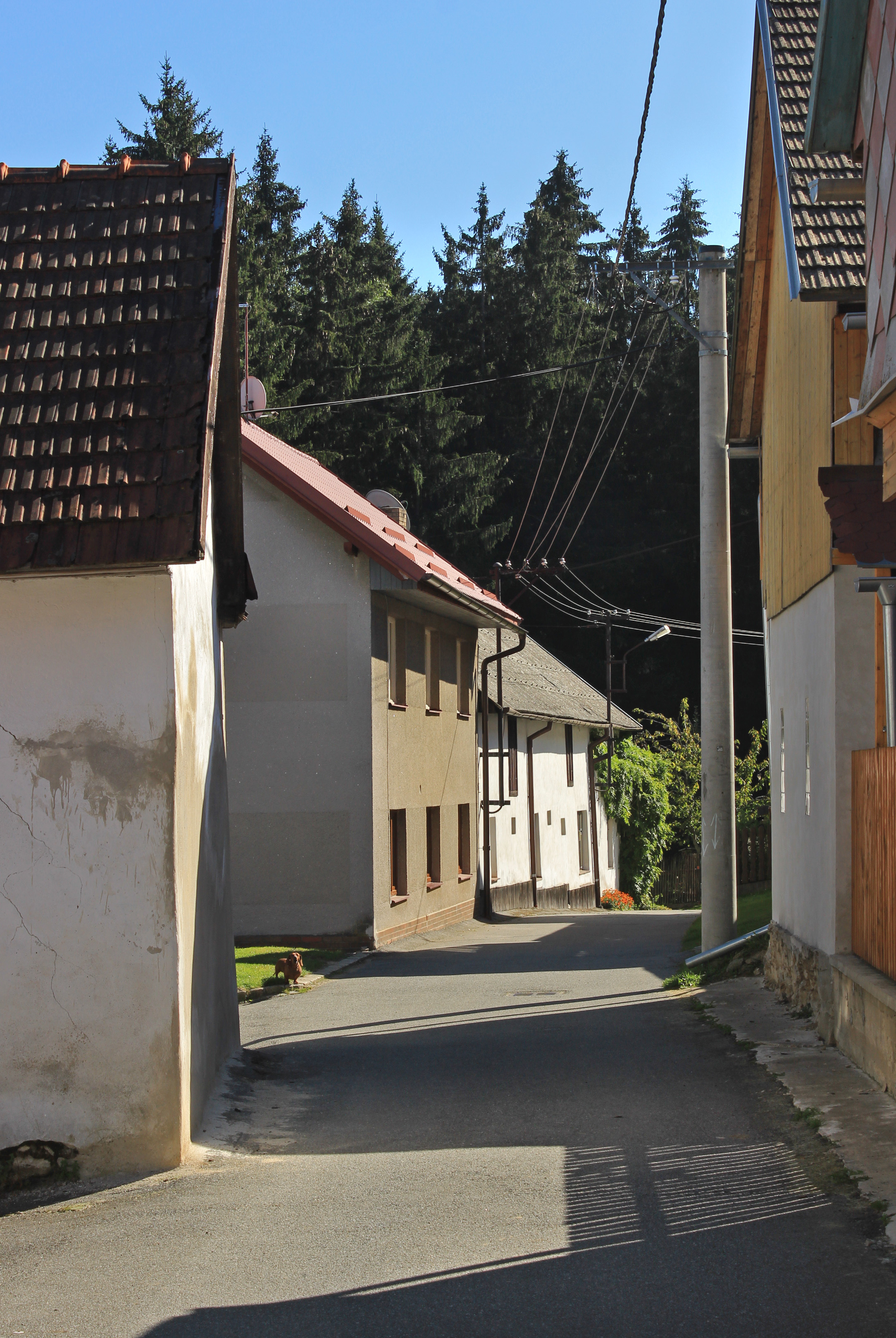
Úzká ulička
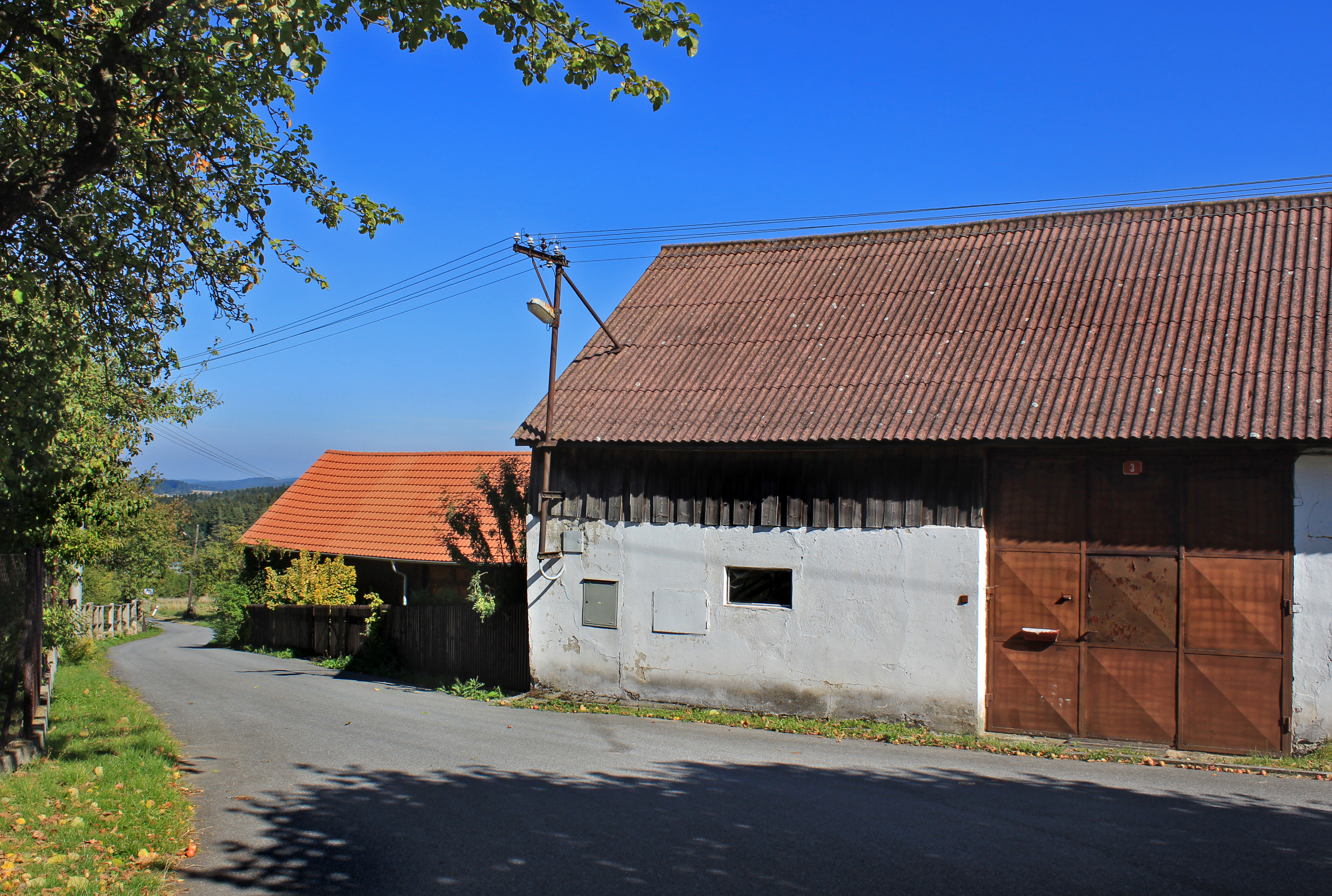
Silnice k Božejovu